# Allan MacDonald
Allan MacDonald (* 1956 in Glenuig, Schottland) ist ein schottischer Komponist und Musiker. Er wurde im gälisch-sprachigen Glenuig geboren. Wie seine Brüder Iain und Angus MacDonald erlangte er Berühmtheit im Dudelsackspiel.

## Biografie
Allan MacDonald lernte mit neun Jahren Dudelsack zu spielen. An der Queen Victoria School in Dunblane wurde er von Pipe Major John MacKenzie unterrichtet. Seine späteren Lehrer waren Bob Nicol und Roddy MacDonald. 1984 gewann er beim Northern Meeting in Inverness die Goldmedaille und 1989 und 1990 die Spange (Clasp), die höchste Auszeichnung. MacDonald entwickelte einen Stil, der von der gälischen Kultur zwischen 1550 und 1750 beeinflusst ist. 1989 veröffentlichte er seine Moidart Collection, die in der Folge weltweit Musiker beeinflusste.
1995 reichte er seine Master-of-Letters-Thesis an der University of Edinburgh ein, in der er die Beziehungen zwischen Piobaireachd und gälischem Sprachrhythmus in Liedern untersuchte. 2005 führte MacDonald in Stirling mit The Bruce 700 in Gedenken an den 700. Todestag von William Wallace seine erste umfassende Komposition auf.

## Werke
- The Moidart Collection I
- The Moidart Collection II
- Dastirum
- The Bruce 700 (benannt nach Robert the Bruce)